# Thai League 3 Cup
Der Thai League 3 Cup, (thailändisch ไทยลีก 3 คัพ) aus Sponsoringgründen auch als BGC Muang Thai Insurance Cup (thailändisch บีจีซี เมืองไทยประกันภัย คัพ) bekannt, ist ein jährlich stattfindender K.-o.-Wettbewerb im nationalen Männerfußball in Thailand. Organisiert wird der Wettbewerb vom thailändischen Fußballverband. Es können alle Vereine der dritten Liga teilnehmen.

## Geschichte
Der Wettbewerb wurde 2023 vom thailändischen Fußballverband und der Thai League Company Limited gegründet. Sponsoren des Wettbewerbs sind die BG Container Glass Public Company Limited und die Muang Thai Insurance Public Company Limited. Teilnahmeberechtigt sind alle Vereine der dritten Liga. Die erste Austragung des Wettbewerbs fand in der Saison 2023/24 statt.

## Endspiele
| Jahr    | Sieger             | Ergebnis              | Finalist        | Austragungsort |
| ------- | ------------------ | --------------------- | --------------- | -------------- |
| 2023/24 | Phatthalung FC     | 1:0 n. V.             | Maejo United FC | BG Stadium     |
| 2024/25 | Thonburi United FC | 0:0 n. V. (5:4 i. E.) | Songkhla FC     | BG Stadium     |
| 2025/26 |                    |                       |                 |                |

## Sponsoren
| Saison   | Sponsor                                                                                   | Name des Pokals              |
| -------- | ----------------------------------------------------------------------------------------- | ---------------------------- |
| 2023 bis | * BG Container Glass Public Company Limited * Muang Thai Insurance Public Company Limited | BGC Muang Thai Insurance Cup |